# 353P/McNaught
353P/McNaught, komet Jupiterove obitelji